# Rabbinische Literatur
Rabbinische Literatur umfasst im weitesten Sinne  das gesamte Spektrum religiöser Schriften jüdischer Gelehrter seit der Entstehung des rabbinischen Judentums ab 70 n. Chr. bis heute. Allerdings wird der Ausdruck oft als genaue Entsprechung des hebräischen Begriffes Sifrut Chasal (ספרות חז"ל; „Literatur [unserer] Weisen, gesegneten Angedenkens“) verwendet, was sich speziell auf die Literatur der talmudischen Ära bezieht. In diesem spezifischeren Sinne wird der Begriff normalerweise in mittelalterlichen und modernen rabbinischen Schriften benutzt (wo Chasal sich in der Regel nur auf die Weisen der talmudischen Ära bezieht) und auch in zeitgenössischen akademischen Schriften (wo mit „rabbinischer Literatur“ der Talmud, Midraschim und verwandte Schriften gemeint sind, aber kaum jemals spätere Werke).
Bezüglich des Inhaltes in der rabbinischen Literatur wird zwischen der Halacha, den gesetzlich-rechtlichen Überlegungen und der Aggada, die bevorzugt narrative Elemente enthält, unterschieden.
Dieser Artikel behandelt rabbinische Literatur in beiden Bedeutungen. Er beginnt mit der klassischen rabbinischen Literatur der talmudischen Ära (Sifrut Chasal) und fügt dann einen breiten Überblick über die rabbinischen Schriften späterer Perioden hinzu.
Die Begriffe Meforschim oder Parschanim werden auch in modernen Jeschiwot (Talmudhochschulen) verwendet und bedeuten dort „rabbinische Kommentare der Kommentatoren“, siehe unten für nähere Erläuterung.

## Einteilung und Übersicht
Es können im Wesentlichen drei Hauptformen in der rabbinischen Literatur, mit den folgenden Genres, unterschieden werden:
- halachische Kompendien, so Mischna, Tosefta und Talmud,
- aktualisierende Kommentare zum Tanach, so Midraschim,
- kommentierte Übersetzungen des Tanachs, so Targumim.[2]

## Das mündliche Gesetz
In der literarischen Figur des Moses wurde jenem vom Allmächtigen aufgetragen (2. Mose 34 ), den Text der Erzählungen, der in der Tora wiedergegeben wird, in zwei verschiedenen Präsentationen darzustellen:
- „dem aufgeschriebenen Gesetz“, Tora Schebichtaw (hebräisch תּוֹרָה שֶׁבִּכְתָב)
- „der mündlichen Überlieferung“ Tora Schebaal Pe (hebräisch תּוֹרָה שֶׁבְּעַל פֶּה)

Das „aufgeschriebene Gesetz“ bezieht sich auf die fünf Bücher Moses: Bereschit „Im Anfang“, Schemot „Namen“, Wajikra „Und er rief“, Bemidbar „In der Wüste“ sowie Devarim „Worte“ oder auch Genesis, Exodus, Levitikus, Numeri und Deuteronomium.
Die „mündliche Überlieferung“ ist das Ergebnis der Bemühungen des schriftgelehrten Judentums nicht nur die – über die Zeit – verschriftlichte Tora, sondern auch deren mündlich überlieferten Auslegungen, die die schriftliche Tora jeweils reinterpretieren und auf die aktuellen sozialen und kulturellen Situationen anwendbar machen, niederzuschreiben. So etwa belegt in der Gemara, die den Text der Mischna erläutert und ergänzt. Die „mündliche Tora“ dient der Auslegung der „schriftlichen Tora“.
Nach dem Fall des Herodianischen Tempels im August des Jahres 70 n. Chr. und den kulturell-religiösen Zerstörungen während und um den Bar-Kochba-Aufstand von 132 bis 136 n. Chr., unter der Führung des Simon bar Kochba (dem dritten jüdisch-römischen Krieg), durch das Imperium Romanum und seiner Armee drohte die Gefahr, dass das mündlich überlieferte Wissen verlorengehen könnte.
Deshalb unternahmen Gelehrte, zumeist des rabbinisch-(pharisäischen) Judentums (Tannaim), den Versuch auch an verschiedenen Orten, etwa Jawneh (Jabne) später Usha, die mündlichen Traditionen Israels zu kompilieren und entgegen aller Bedenken auch schriftlich zu fixieren und zu systematisieren.
Diese zusammengetragenen religionsgesetzlichen Überlieferungen des jüdischen Volkes bildeten die Mischna, den inneren Kern des Talmuds. Die Mischna wurde in sechs Ordnungen eingeteilt und umfasst insgesamt 63 Traktate. Nachdem in der Mischna die mündliche Tora verschriftlicht und zusammengefasst worden war, setzte parallel dazu der Prozess des Kommentierens und diskursiven Reformulierens ein; die Ergebnisse dieses Prozesses wurden dann in der Gemara aufgezeichnet. Der Prozess einschließlich seiner Redaktion dauerte bis ca. in das 4. und 5. Jahrhundert an.
Die Mischna und die Tosefta (zusammengestellt aus Material vor dem Jahr 200) sind die frühesten ausführlichen Werke der rabbinischen Literatur und erklären das mündliche Gesetz des Judentums. Die Tosefta, obgleich in Aufbau und Inhalt der Mischna sehr ähnlich, zeichnet sich aber im Unterschied zu dieser, durch ein Fehlen an Hinweisen auf die Bearbeitungen aus. Aber sie enthält tannaitisches Textmaterial, das so in der Mischna fehlt.
Mischna und Gemara bilden zusammen den Talmud, der in zwei Versionen überliefert ist:
- Jerusalemer Talmud
- Babylonischer Talmud

## Der Midrasch
Midrasch (pl. Midraschim) ist ein hebräisches Wort für die Auslegung biblischer Texte. Der Begriff „Midrasch“ kann auch verwendet werden für eine Kompilation von Midrasch-Lehren in Form von juristischen, exegetischen oder homiletischen Kommentaren der hebräischen Bibel.

## Spätere Werke nach Kategorien

### Jüdisches Recht
Halacha bezeichnet die rechtlichen Regelungen des jüdischen Lebens. Wichtige Werke dieser Kategorie beinhalten:
- die Mischne Tora von Maimonides und ihre Kommentare
- die Arba’a Turim von Jakob ben Ascher und ihre Kommentare
- der Schulchan Aruch von Josef Karo und seine Kommentare
- die Responsen-Literatur

### Jüdisches Denken und Ethik
- Jüdische Philosophie
- Kabbala
- Aggada
- die Schriften des Chassidismus
- Jüdische Ethik und die Mussar-Bewegung

### Liturgie
- der Siddur und die jüdische Liturgie
- Pijjutim (klassische jüdische Dichtung)

## Spätere Werke nach historischen Perioden

### Werke der Geonim
Die Geonim sind die Oberhäupter der Talmudischen Akademien von Sura und Pumbedita, in Babylonien (650–1250)
- She’iltoth des Acha’i Gaon
- Halachoth Gedoloth
- Emunoth ve-Deoth (Saadia Gaon)
- der Siddur von Amram Gaon
- Responsen

### Werke der Rischonim (die „frühen“ rabbinischen Kommentatoren)
Die Rischonim sind die Rabbiner des frühen Mittelalters (1250–1550)
- Kommentare der Tora, z. B. die von Raschi, Abraham ibn Ezra und Nachmanides.
- Kommentare des Talmud, vor allem von Raschi, seinem Enkel Samuel ben Meir und Nissim von Gerona.
- talmudische Novellen (Chiddushim) von Tosafisten, Rabbenu Tam, Nachmanides, Nissim von Gerona, Solomon ben Aderet (RaShBA), Jomtow ben Aschbili (Ritba)
- Werke der Halacha (Ascher ben Jechiel, Mordechai ben Hillel)
- Kodizes von Isaak Alfasi, Maimonides, Jakob ben Ascher und Schulchan Aruch
- Responsen, z. B. von Solomon ben Aderet (RaShBA)
- kabbalistische Werke (z. B. der Sohar)
- philosophische Werke (Maimonides, Gersonides, Nachmanides)
- ethische Werke (Bachja ibn Pakuda, Jona Gerondi)

### Werke der Acharonim (die „späten“ rabbinischen Kommentatoren)
Die Acharonim sind die Rabbiner von 1550 bis heute.
- Tora-Kommentare wie Keli Jakar (Schlomo Ephraim Luntschitz), Ohr ha-Chayim von Chajim b. Mose Attar, der Kommentar von Samson Raphael Hirsch und der Kommentar von Naftali Zvi Yehuda Berlin.
- talmudische Novellen wie z. B. Pnei Jehoschua, Hafla’ah, Scha’agath Arjei
- Responsen, z. B. von Moses Sofer, Moshe Feinstein
- Werke der Halacha und Kodizes, z. B. Schulchan Aruch HaRav von Schneor Salman von Liadi, Mischnah Berura von Israel Meir Kagan und Aruch ha-Shulchan von Jechiel Michel Epstein
- ethische und philosophische Werke von Mosche Chaim Luzzatto, Israel Meir Kagan und der Mussar-Bewegung
- chassidische Werke (Tanja, Keduschat Levi, Sefath Emmet, Schem mi-Schemuel)
- philosophische/metaphysische Werke (von Judah Löw, Mosche Chaim Luzzatto und Nefesch ha-Chayim von Chaim von Woloschyn)
- historische Werke (z. B. Schem ha-Gedolim von Chaim Joseph David Azulai)

## Mefarschim
Mefarschim ist ein hebräisches Wort und bedeutet klassische (rabbinische) Kommentatoren, Exegeten; es wird als Ersatz verwendet für das korrekte Wort Peruschim, das „Kommentare“ bedeutet. Im Judentum wird dieser Begriff für die Kommentare der Tora, des Tanach, der Mischna, des Talmud, der Responsen, des Siddur u. a. verwendet.
Klassische Tora- und/oder Talmud-Kommentare wurden verfasst von:
- Gaonim
- Saadia Gaon, 10. Jahrhundert, Babylon

- Rischonim
- Raschi (Shlomo Yitzchaki), 12. Jahrhundert, Frankreich
- Abraham ibn Ezra
- Nachmanides (Moshe ben Nahman)
- Samuel ben Meir, der Raschbam, 12. Jahrhundert, Frankreich
- Rabbi Levi ben Gerschom (genannt Ralbag oder Gersonides)
- David Kimchi, der Radak, 13. Jahrhundert, Frankreich
- Joseph ben Isaak, der Bechor Schor, 12. Jahrhundert, Frankreich
- Nissim ben Reuben Gerondi, der RaN, 14. Jahrhundert, Spanien
- Isaak ben Juda Abravanel (1437–1508)
- Obadja ben Jacob Sforno, 16. Jahrhundert, Italien

- Aharonim
- Der Gaon von Wilna, Rabbi Eliyahu von Wilna, 18. Jahrhundert, Litauen
- Der Malbim, Meir Loeb ben Jehiel Michael

Klassische Talmud-Kommentare wurden von Raschi geschrieben. Nach Raschi entstand der Tosafos, ein allgemeiner Talmud-Kommentar von den Schülern und Nachfolgern Raschis; die Grundlage dieses Kommentars waren Diskussionen in den rabbinischen Akademien Deutschlands und Frankreichs.
Zu den modernen Tora-Kommentaren, die in der jüdischen Gemeinschaft breite Zustimmung finden, zählen:
Orthodox:
- Ha-Ketav veha-Kabbalah von Rabbi Jaakov Zwi Meckelenburg
- Haemek Davar von Rabbi Naphtali Zwi Juda Berlin
- Torah Temimah von Baruch ha-Levi Epstein
- der Tora-Kommentar von Rabbi Samson Raphael Hirsch
- Sefat Emet (Lippen der Wahrheit), Jehuda Arjeh Leib von Ger, 19. Jahrhundert, Europa
- Pentateuch und Haftaroth von Joseph H. Hertz
- Soncino Books of the Bible
- Nechama Leibowitz, eine bekannte Tora-Gelehrte
- der Chofetz Chaim

konservatives Judentum:
- der fünfbändige JPS Commentary on the Torah von Nahum M. Sarna, Baruch A. Levine, Jacob Milgrom und Jeffrey H. Tigay
- Etz Hayim: A Torah Commentary von David L. Lieber, Harold Kushner und Chaim Potok

Moderne Siddur-Kommentare wurden geschrieben von:
- Rabbi Yisrael Meir Kagan HaCohen, The Chofetz Chaim’s Siddur
- Samson Raphael Hirsch, Hirsch Siddur
- Abraham Isaak Kook, Olat Reyia
- The Authorised Daily Prayer Book mit Kommentaren von Joseph H. Hertz
- Elie Munk, The World of Prayer, Elie Munk
- Nosson Scherman, The Artscroll Siddur, Mesorah Publications
- Reuven Hammer, Or Hadash, United Synagogue of Conservative Judaism
- My Peoples Prayer Book, Jewish Lights Publishing, verfasst von einem Team nicht-orthodoxer Rabbiner und Talmud-Gelehrter